# Meskalin
Meskalín je halucinogen iz mehiškega kaktusa pejotl (Lophophora williamsii). Pridobiva se iz omenjenega kaktusa ali pa sintetično.

## Učinki
Meskalin  je okoli 1.000- do 3.000-krat manj potenten halucinogen od LSD-ja in okoli 30-krat manj potenten od psilocibina. Povzroči lahko različne halucinogene učinke, in sicer vpliva na čutilno zaznavanje prostora, časa, barv, glasov in oblik. Človek lahko občuti sanjam podobno stanje. Nekateri učinki oponašajo simptome, ki jih povzročata noradrenalin in adrenalin: povišan srčni utrip, porast telesne temperature, slabost, omotičnost, težko dihanje, razširitev zenic, suha usta in tesnoba. Lahko nastopijo tudi motena koordinacija, oslabitev mišic, povišanje krvnega tlaka in kontrakcije črevesja ter maternice. V možganih selektivno poveča aktivnost nevronov, zlasti v striatolimbičnih sistemih v desni polobli.